# Rozložná
Rozložná (in ungherese Hámosfalva) è un comune della Slovacchia facente parte del distretto di Rožňava, nella regione di Košice.